# Famille Artaud de La Ferrière
Ne doit pas être confondu avec famille de Ferrières.
La famille Artaud de La Ferrière est une famille subsistante de la noblesse française, originaire de Lyon, anoblie par l'échevinage de Lyon en 1677.

## Histoire
La famille Artaud de La Ferrière compte parmi ses membres un échevin et un prévôt des marchands de la ville de Lyon au XVIIe siècle.
La famille est adhérente à l'Association d'entraide de la noblesse française, depuis 1951.

## Filiation
- André Artaud[3], natif de la Grave, marchand mercier à Lyon, échevin de Lyon en 1677, fut anobli par cette charge municipale[4].

(...)
- Claude Arthaud de La Ferrière (1769-1840), fait une carrière politique sous le Consulat, conseiller municipal de Lyon de 1802 à 1814, chambellan de l’Empereur Napoléon Ier en 1813. Il eut pour fils :
  - Léon Arthaud de La Ferrière (1802-1850), dont postérité actuelle ;
  - César Arthaud de La Ferrière (1804-1881) ;
  - Hector Arthaud de La Ferrière (1809-1896).

## Personnalités
- César Arthaud de La Ferrière (1804-1881), chambellan de Napoléon III, président du Conseil général de l'Ain (1861-1871)
- Hector Arthaud de La Ferrière (1809-1896), conseiller général, député de l'Orne, essayiste et historien

## Châteaux et demeures
- Château de la Feuillade, à Messimy : de 1773 à 1818[5]
- Château de Fléchères, dans la Dombes[6], à 30 km de Lyon. Il entre dans la famille Artaud de la Ferrière par alliance en 1829 avec la famille de Sève[7],[8]. Il est vendu dans les années 1970[1].

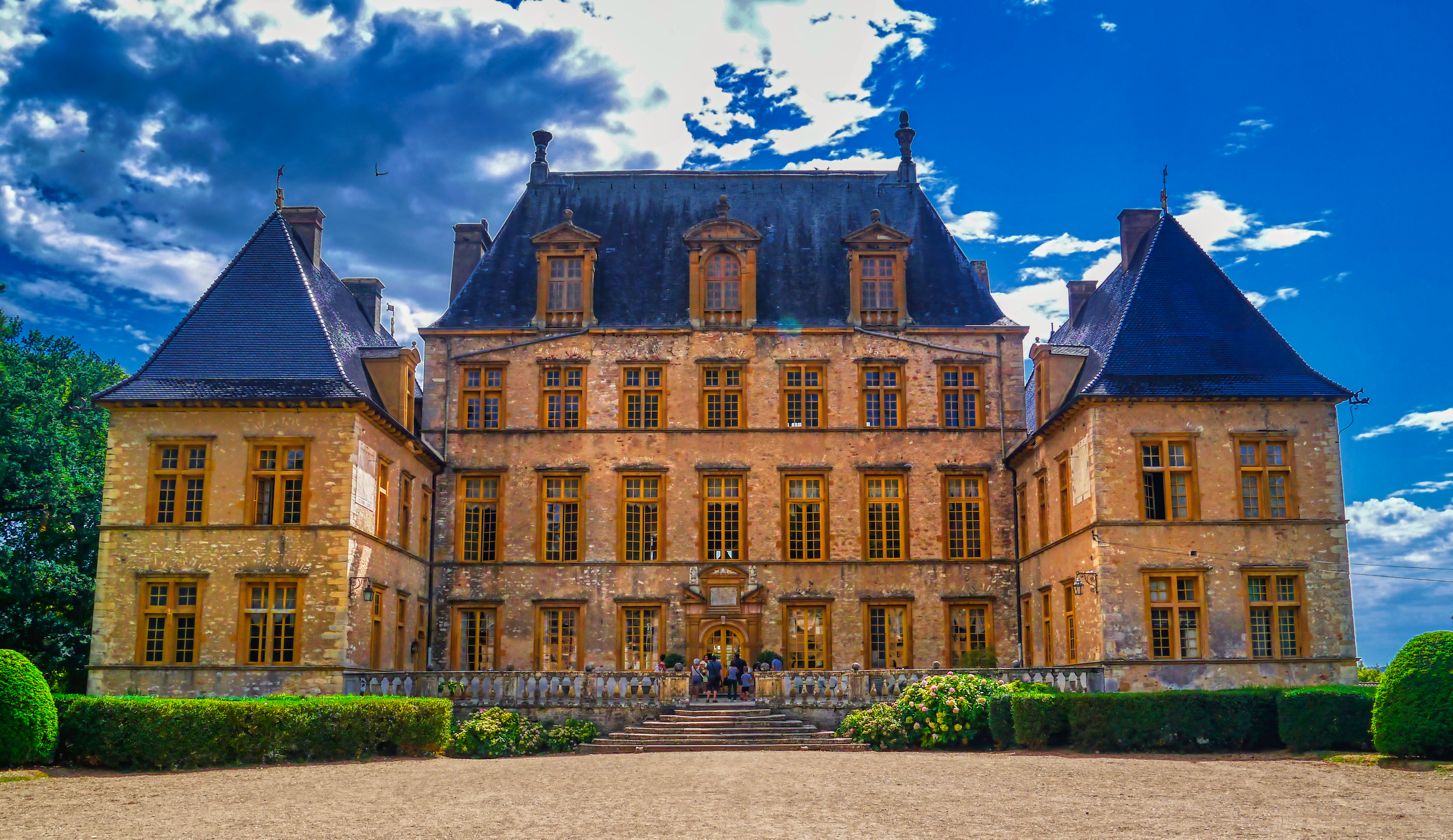
Château de Fléchères

## Alliances
Les principales alliances de la famille Artaud de la Ferrière sont : de La Poëze, de Pierre de Bernis, Junot d'Abrantès, Olphe-Galliard, de Thoisy, Tréhouart, Dugas, de Percy-Northumberland, de Sarron, de Riverieulx de Chambost, Sabatier de la Chadenède, Soullier de Choisy, Frerejean, de Girard de Charbonnières, de Bessot de Lamothe, Hertault de Beaufort.

## Armoiries
Les armes de la famille Artaud de La Ferrière se blasonnent ainsi : D'azur à trois tours d'argent maçonnées d'or.

## Pour approfondir